# Hrabstwo Scott (Missouri)
Hrabstwo Scott (ang. Scott County) – hrabstwo w południowo-wschodniej części stanu Missouri w Stanach Zjednoczonych. Obszar całkowity hrabstwa obejmuje powierzchnię 426,04 mil2 (1 103 km²). Według danych z 2010 r. hrabstwo miało 39 191 mieszkańców. Hrabstwo powstało w 1821 roku i nosi imię Johna Scotta - pierwszego kongresmena ze stanu Missouri.

## Sąsiednie hrabstwa
- Hrabstwo Cape Girardeau (północny zachód)
- Hrabstwo Alexander (Illinois) (północny wschód)
- Hrabstwo Mississippi (południowy wschód)
- Hrabstwo New Madrid (południe)
- Hrabstwo Stoddard (południowy zachód)

## Miasta
- Benton
- Chaffee
- Miner
- Morley
- Oran
- Scott City
- Sikeston

## Wioski
- Blodgett
- Commerce
- Diehlstadt
- Haywood City
- Kelso
- Lambert
- Vanduser